# جورج فرنچ (بازیکن فوتبال، زاده ۱۹۲۶)
جورج فرانسوی (انگلیسی: George French; ۱۰ نوامبر ۱۹۲۶ – ۱۹ ژوئیهٔ ۲۰۱۲) بازیکن فوتبال اهل بریتانیا بود.
از باشگاه‌هایی که در آن بازی کرده‌است می‌توان به باشگاه فوتبال کولچستر یونایتد اشاره کرد.